# Vigário episcopal
Vigário Episcopal, na Igreja Católica, é um padre, ou mais usualmente um bispo, que assim como o vigário-geral, possuí poder executivo concedido pelo Bispo diocesano, exceto pelo fato de que a autoridade do vigário episcopal se estende à apenas uma seção geográfica especial de uma diocese, ou sobre determinadas e específicas questões. Estas normalmente são o atendimento de institutos religiosos ou fiéis de rito diverso.
Estes também devem ser sacerdotes ou bispos auxiliares. O oficial equivalente nas Igrejas Orientais é chamado de sincelo.